# Paw J Cup

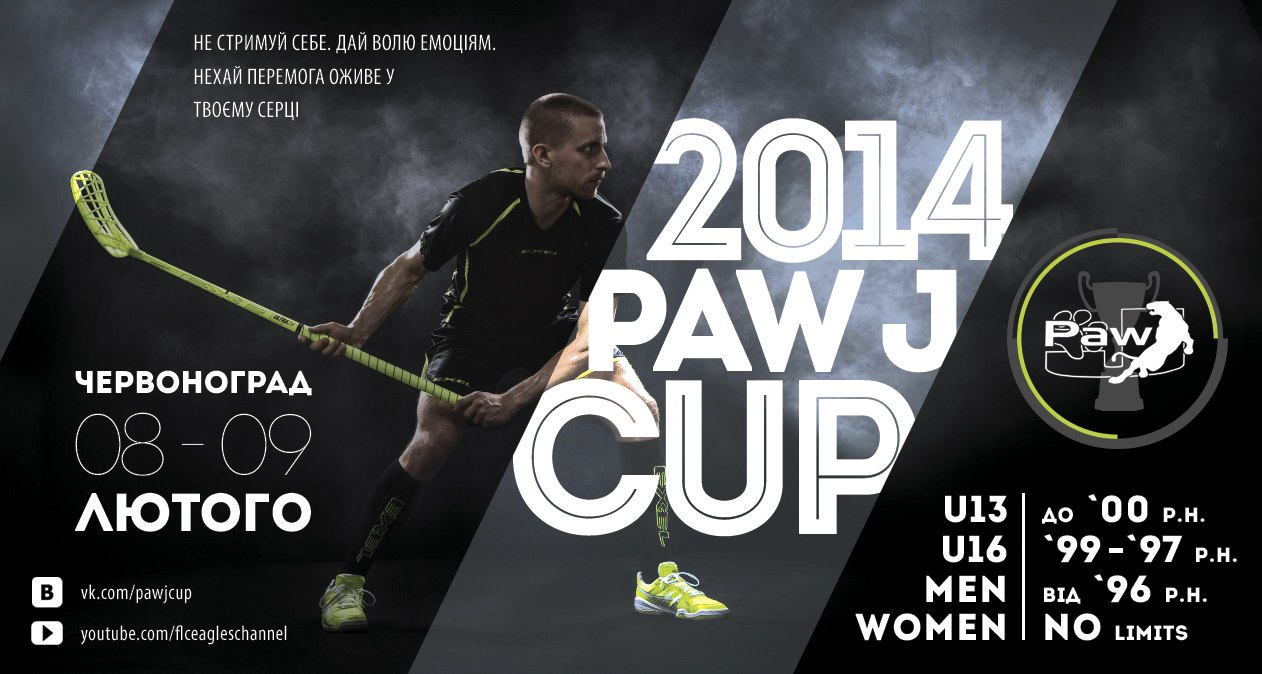
Афіша турніру.

Paw J Cup 2014 - флорбольний турнір, яки проводився 8 - 9 лютого, у місті Червоноград.  Турнір вперше був організований у 2014 році флорбольним клубом "Eagles"  спільно з Львівською обласною федерацією флорболу. Турнір прийняв близько 200 учасників, з 10 команд, з міст: Київ, Луцьк, Рівне, Івано-Франківськ, Новий Розділ, Коломия. Команди змагалися у категоріях: Men, Women, U-16, U-13.
Відеоролик проведення турніру. [Архівовано 23 грудня 2021 у Wayback Machine.]

## Результати

##### Категорія Men
У фіналі зустрілися команда Лемберг (Львів) та Скіф (Новий Розділ). Перемогу, а отже і перший кубок Paw J Cup 2014 отримала команда Скіф.

##### Категорія Women
У категорії Women перемогу отримали Тернопільскі "Пантери", здолавши у фіналі "Надію" з міста Коломиї.

##### Категорія U-16
З категорії U-16 найсильнішими стали Лемеберг, з міста Лева. У фіналі вони здолали Скіф.

##### Категорія U-13
Наймолодшими чемпіонами стали вихованці клубу Strong Spirit з міста Ново-Яворівськ, котрі зуміли здолати у фіналі Левів, з міста Львова.

## Результативність серед гравців

##### Категорія MEN
| №  | Гравець             | Команда             | Гол | Пас | Очки |
| -- | ------------------- | ------------------- | --- | --- | ---- |
| 1  | Грабовик Мар'ян     | Лемберг (Львів)     | 9   | 2   | 11   |
| 2  | Марковський Давид   | New Life (Луцьк)    | 7   | 4   | 11   |
| 3  | Прийма михайло      | Скіф (Новий Розділ) | 5   | 2   | 7    |
| 4  | Сабадаш Святослав   | Лемберг (Львів)     | 5   | 2   | 7    |
| 5  | Прийма Руслан       | Скіф (Новий Розділ) | 4   | 3   | 7    |
| 6  | Тенкалюк Роман      | New Life (Луцьк)    | 5   | 1   | 6    |
| 7  | Мальчевський Андрій | Рівне (Рівне)       | 4   | 2   | 6    |
| 8  | Попад               | Скіф (Новий Розділ) | 3   | 2   | 5    |
| 9  | Костюк              | Рівне (Рівне)       | 3   | 2   | 5    |
| 10 | Павлишин Олег       | Скіф (Новий Розділ) | 4   | 0   | 4    |

##### Категорія WOMEN
| №  | Гравець            | Команда              | Гол | Пас | Очки |
| -- | ------------------ | -------------------- | --- | --- | ---- |
| 1  | Сандульська Юлія   | Надія (Коломия)      | 5   | 0   | 5    |
| 2  | Буравцова Віолетта | Eagles (Червоноград) | 3   | 1   | 4    |
| 3  | Троцюк             | Panters (Тернопіль)  | 3   | 0   | 3    |
| 4  | Котис Божена       | Eagles (Червоноград) | 2   | 1   | 3    |
| 5  | Тищенко Яна        | Eagles (Червоноград) | 2   | 1   | 3    |
| 6  | Бондар             | Скіф (Новий Розділ)  | 2   | 1   | 3    |
| 7  | Воєвода            | Panters (Тернопіль)  | 2   | 1   | 3    |
| 8  | Кухарчук Мар'яна   | Надія (Коломия)      | 1   | 2   | 3    |
| 9  | Тимощик            | Panters (Тернопіль)  | 1   | 1   | 2    |
| 10 | Тодосійчук         | Надія (Коломия)      | 0   | 2   | 2    |

##### Категорія U-16
| № | Гравець           | Команда              | Гол | Пас | Очки |
| - | ----------------- | -------------------- | --- | --- | ---- |
| 1 | Грабовик Мар'ян   | Лемберг (Львів)      | 2   | 4   | 6    |
| 2 | Тинник Влад       | Скіф (Новий Розділ)  | 5   | 0   | 5    |
| 3 | Корецький Мар'ян  | Скіф (Новий Розділ)  | 4   | 0   | 4    |
| 4 | Сабадаш Святослав | Лемберг (Львів)      | 3   | 1   | 4    |
| 5 | Сухомлин Назар    | Лемберг (Львів)      | 1   | 3   | 4    |
| 6 | Яремій Іван       | Лемберг (Львів)      | 3   | 0   | 3    |
| 7 | Гумен Юліан       | Eagles (Червоноград) | 2   | 0   | 2    |
| 8 | Задерій           | Лемберг (Львів)      | 1   | 1   | 2    |

##### Категорія U-13
| №  | Гравець         | Команда                       | Гол | Пас | Очки |
| -- | --------------- | ----------------------------- | --- | --- | ---- |
| 1  | Мартинюк Андрій | Кредо (Львів)                 | 10  | 1   | 11   |
| 2  | Крайковський    | Леви (Львів)                  | 9   | 1   | 10   |
| 3  | Климовець       | Strong Spirit (Новояворівськ) | 7   | 1   | 8    |
| 4  | Гумен Юліан     | Eagles (Червоноград)          | 7   | 0   | 7    |
| 5  | Рожановський    | Леви (Львів)                  | 5   | 2   | 7    |
| 6  | Гуль Максим     | Eagles (Червоноград)          | 6   | 0   | 6    |
| 7  | Король Іван     | Strong Spirit (Новояворівськ) | 6   | 0   | 6    |
| 8  | Салабай Ігор    | Леви (Львів)                  | 5   | 1   | 6    |
| 9  | Гравець №95     | Кредо (Львів)                 | 5   | 0   | 5    |
| 10 | Ревега Данило   | Леви (Львів)                  | 4   | 1   | 5    |

1. ↑  Paw J Cup - Офіційна сторінка проведення змагань. vk.com (укр.). Процитовано 23 грудня 2021.
2. ↑  Червоноградська міська рада. www.chervonograd-city.gov.ua. Архів оригіналу за 23 грудня 2021. Процитовано 23 грудня 2021. [Архівовано 2021-12-23 у Wayback Machine.]